# André Rouaix
André Rouaix est un homme politique français né le 26 octobre 1810 à Saint-Girons (Ariège) et mort le 25 mars 1869 à Saint-Maurice.

## Biographie
Militant républicain, il est sous commissaire du gouvernement à Saint-Girons en février 1848. Il est député de l'Ariège de 1849 à 1851, siégeant au groupe d'extrême gauche de la Montagne.

## Sources
- « André Rouaix », dans Adolphe Robert et Gaston Cougny, Dictionnaire des parlementaires français, Edgar Bourloton, 1889-1891 [détail de l’édition]